# Боденхаузен, Эрпо фон
Эрпо Крафт Бодо Эрнст Густав Вильке фрайхерр фон Боденхаузен (нем. Erpo Kraft Bodo Ernst Gustav Wilke Freiherr von Bodenhausen; 12 апреля 1897 — 9 мая 1945) — немецкий военачальник, генерал-лейтенант вермахта, командующий 12-й танковой дивизией и 50-м армейским корпусом во время Второй мировой войны. Кавалер Рыцарского креста Железного креста. Покончил с собой 9 мая 1945 года, попав в окружение советских войск в Курляндском котле.

## Награды
- Железный крест 2-го класса (12 октября 1915)
- Железный крест 1-го класса (6 октября 1917)
- Нагрудный знак «За ранение» в чёрном (27 сентября 1918)
- Почётный крест Первой мировой войны 1914/1918 с мечами (1934)
- Пряжка к Железному кресту 2-го класса (22 сентября 1939)
- Пряжка к Железному кресту 1-го класса (30 сентября 1939)
- Нагрудный знак «За ранение» (1939) в серебре и золоте
- Нагрудный знак «За танковую атаку» в бронзе (1 ноября 1940)
- Немецкий крест в золоте (3 января 1942)
- Медаль «За зимнюю кампанию на Востоке 1941/42» (3 октября 1942)
- Рыцарский крест Железного креста (15 декабря 1943)
- Дважды упомянут в Вермахтберихт(18 февраля и 28 декабря 1944)